# Tomoji Eguchi
Tomoji Eguchi (født 22. april 1977) er en tidligere japansk fodboldspiller, som sidst spillede for Avispa Fukuoka.
Han har spillet for flere forskellige klubber i sin karriere, herunder Vissel Kobe og Avispa Fukuoka.